# Saint-Michel-en-Brenne
Saint-Michel-en-Brenne település Franciaországban, Indre megyében. Lakosainak száma 318 fő (2022. január 1.). Saint-Michel-en-Brenne Azay-le-Ferron, Lingé, Martizay, Mézières-en-Brenne, Migné, Paulnay és Rosnay községekkel határos.

## Népesség
A település népessége az elmúlt években az alábbi módon változott:
| Lakosok száma | 449  | 401  | 346  | 319  | 322  | 324  | 323  | 323  | 322  | 318  |
|               | 1968 | 1982 | 1990 | 2006 | 2013 | 2015 | 2017 | 2019 | 2020 | 2022 |